# Bresilia gibbosa
Bresilia gibbosa is een garnalensoort uit de familie van de Bresiliidae. De wetenschappelijke naam van de soort is voor het eerst geldig gepubliceerd in 2010 door Komai & Yamada.